# Remote
remote（リモート）は、日本のロックバンド。
1987年にボーカル池田貴族とギターHIROの二人により結成。当初はメンバーが固定しなかったが、結成前に二人が参加していたバンド「Hip!」のメンバーらが加入する形で原宿歩行者天国などでライブ活動を開始、人気バンドとなる。1989年よりTBS系バラエティ番組『平成名物TV』内の1コーナー「三宅裕司のいかすバンド天国」に出演して脚光を浴び、翌1990年にシングル「NO!」でワーナー・パイオニアよりメジャー・デビュー。
活動期間中に5枚のシングル、3枚のアルバム、1本のライブ・ビデオをリリースするも、池田が心霊関連のテレビタレントとして活動を始めたことなどが影響し、1992年5月19日の渋谷エッグマン公演を最後に活動休止、同年9月に解散を表明した。2019年にはイベントライブにおいて限定的に再結成を行った。

## 略歴

### 池田貴族の少年時代
remoteの中心人物であった池田貴族は、小学校時代にフジテレビ系トーク番組『スター千一夜』（1959年 - 1981年）を視聴したことを切っ掛けとして、歌謡アイドルグループであるフィンガー5の大ファンとなり、歌と踊りをマスターするために日々練習することとなった。中学校に進学した池田は同級生であった松岡基樹から影響を受けカーペンターズやビートルズなどの洋楽のほか、イエスやエマーソン・レイク・アンド・パーマーなどのプログレッシブ・ロックも聴くようになる。その後、NHK総合音楽番組『ヤング・ミュージック・ショー』（1971年 - 1986年）に出演したベイ・シティ・ローラーズの観客とのやり取りを見て感銘を受けた池田はバンド結成を決意。池田はドラムス担当として松岡とともに「オーダーメイド」というバンドを結成、NHK名古屋放送局制作のテレビドラマ『中学生日記』（1972年 - 2012年）の「中学生バンド特集」に出演し池田が作詞を行い松岡が作曲したオリジナル曲「人間のおろかさ」を演奏した。高等学校に進学した池田は松岡の他にも後にROGUEに所属することとなるベーシストの西山文明ともセッションを行い、同校の文化祭においてレッド・ツェッペリンの「ロックン・ロール」（1972年）の演奏中にドラムソロを行った池田は近隣の高校生たちから「名古屋のコージー・パウエル」と呼ばれるようになる。

### 結成～歩行者天国でのライブ開始
高校卒業後は大学進学を目指していた池田であったが諸事情により断念、ロックバンドのボーカリストになるため単身上京する。ロックコンテストに提出したデモテープが審査を通過、東京予選への出場打診があったため御茶ノ水の楽器店でバンドメンバーを募集。のちにremoteメンバーとなるベースの愛川弘樹とキーボードの前崎史郎が在籍するバンド「Hip!」と出会い、まず池田が合流、ギターのHIROも加わってコンテストに出場。新星堂ロックインコンテスト全国大会で審査員特別賞、ヤマハEast West渋谷地区大会で準グランプリを受賞した。その後「Hip!」は解散し、1987年1月に池田とHIROの二人で「remote」を結成。HIROが高校生時代に結成したバンド「ACT」のベースのAYUMU、およびメンバー募集で知り合ったドラムのCHAPPYとともに、remoteとしてのライブ活動が開始された。1stライブは町田プレイハウスで行われた。
1988年5月29日、東京都渋谷区原宿の代々木公園隣の歩行者天国（通称: ホコ天）でライブ活動を始める。この少し前、脱退したベースAYUMUの後任として元「Hip!」の愛川がメンバーに加わった。remoteとしての活動がすでに1年を経過しており、世間に対してより大きくアピールできる場所として池田が選定したのがホコ天であった。また、ホコ天でのライブ活動開始に当たり、池田は本名である「池田貴」から「池田貴族」へと改名することとなった。同年8月、ホコ天でライブを行うも立ち止まる観客は増えず、暑さのため意識が朦朧としていた池田は通り過ぎる人々に対して憤慨し、「みんな! みんな、どうして聴かねえんだ! 俺の歌を! 俺が……俺が池田貴族だぁぁぁぁぁぁぁぁぁ!」と叫びそのまま鬼気迫る形相で通り過ぎる人々に叫び続けた結果、観客が群衆と呼べるほどに増え一気に注目を浴びるようになった。この時、池田は自身が「池田貴」から「池田貴族」に生まれ変わったと述べている。
同年9月、池田の提案によりメンバー全員が衣装を赤に統一することになる。当時、男性がメイクをするバンドはまだごく少数派だったため、赤い衣装とメイクのヴィジュアル戦略により歩行者天国でも異彩を放つ。「お化粧バンド」「美形バンド」などと言われ、ヴィジュアル系の最初期のバンドとして人気を集める。その後ライブ時には自主制作のカセットテープを販売、また池田の友人であるアマチュアのカメラマンに依頼してライブ時の様子を撮影し、その写真をブロマイドとして販売するようになる。それらが大成功した結果、remoteはホコ天で一番の人気を得たバンドとなり、多勢のファンや追っかけが付き始める。ライブ時には失神者が続出し、動員記録を毎回塗り替える形となった。自主制作で販売されたカセットテープはホコ天でのライブ開催数時間中に数百本完売、即・品切状態となる。池田以外のメンバーのブロマイドも発売され、HIROのブロマイドは原宿の竹下通りでジャニーズ事務所の男性アイドルらと並び販売された。自主制作でリリースされたコンパクトカセットは3タイトル。それぞれの収録曲は1作目「ACTRESS/メリーゴーランドに乗るために」、2作目「Never Be!/Wendy」、3作目「Love Letter」であり、1作目収録曲はメジャーレーベルではリリースされず未発表曲となった。自主制作として他に池田貴族詩集『宴』『彩』『雅』の3種が発売された。

### 「いかすバンド天国」出演
1988年11月3日、渋谷TAKE OFF 7にてライブを行ったremoteは他バンドのメンバーとともに打ち上げとして居酒屋に集合。その場に同席していた30歳前後の見知らぬ男性からアマチュアバンドを集めたテレビ番組への出演依頼をされ、池田は半信半疑ながらも出演に同意した。年末には同男性からオーディションのためのライブ・ビデオを提供するよう依頼があり、この時点でも半信半疑の池田であったがビデオの提供を了承する。その後1989年3月18日放送のTBS系バラエティ番組『平成名物TV』（1989年 - 1991年）内の1コーナーである「三宅裕司のいかすバンド天国」（通称: いか天）に出演し「Never Be!」を演奏。収録当日には会場となった日比谷シャンテに多数のremoteファンが集結、他バンドには同様の現象が起きなかったことから、テレビ局関係者は驚愕していたと池田は述べている。しかし、集合したバンドの人間たちを見下げるようなテレビスタッフの態度に苛立ちを覚えた池田は、メイク直しのためにカメラを止めさせる行為や、打ち合わせ中のチーフ・ディレクターに対し強引に割り込み注文を付けるなど強硬な態度を取った。チーフ・ディレクターからは後日、その時は憤慨したが「あのくらい強気でないとロッカーとは言えないんじゃないか」と考えを改めたとの連絡があり、以後池田とは懇意となった。
その後も番組出演を継続していたremoteであったが、司会者や審査員に対し池田が強硬な姿勢を貫いた結果、「いか天キング」に挑戦するチャレンジャーとしては一度も選出されず、一回戦敗退となった。しかし、視聴者投票による在宅審査員賞には選定されたほか、後に予定されていたスペシャル番組「いか天グラミー」にて人気投票が行われることとなり、ホコ天でのライブ時にファンに投票するよう呼びかけたところ、大方の予想に反してremoteが人気投票1位を獲得することになった。4月1日に放送された「いか天グラミー」にremoteは出演し、「Wendy」を生演奏した。当日に池田は授賞式の最中にも拘わらず、審査員であった雑誌編集者に対して雑誌記事の虚偽内容に対する不満の抗議を行い、審査員との応酬に発展し番組の雰囲気を悪化させることになった。番組終了後に他のメンバ－から雑誌編集者に謝罪するべきであるとの意見が出されたが、池田は頑なに拒否し最終的には番組側が正式に雑誌社に対し抗議を行った結果、雑誌社側が謝罪した上に謝罪記事を出せない代替案としてremoteの特集記事を3か月連続で記載するという形で決着が付くこととなった。またこの1件により、池田は喧嘩腰のキャラクターとして「強気、わがまま、傍若無人」といったイメージで認知されるようになる。池田が悪役に徹した結果、ホコ天では年下の人間から頻繁に喧嘩を売られ、演奏中に物が投げ込まれることやパンクロックバンドが殴り込みに来ることなどが発生した。

### ホコ天での活動終了～メジャー・デビュー
5月28日のライブをもってホコ天での活動を引退。「いか天」が人気番組となり、ホームである原宿ホコ天でのライブに観客が殺到。多数のバンドが短い間隔で乱立し演奏していたため、「音楽を正しく聴かせたい」というメンバーの意向にそぐわないとして、名実ともにホコ天No.1という人気絶頂の中でホコ天を去ることを決意した。また、ホコ天でのライブにおいて動員が増加した結果、危険が伴うようになったが警備を雇う余裕もないことや、後方の観客に聴かせるための大掛かりなPA設備が必要であったが設備投資のための費用もないことなどが原因となり、ホコ天での活動から引退することを決定した。6月には原宿に自らの手で「ロック喫茶remote」をオープン。ストリートからロック喫茶に活動の拠点を移す。毎日曜日限定で2ステージ開催。全国からファンが殺到、「いか天」の番組内でもその特集が組まれた。社会現象となったバンドブーム・シーンを先導した功績から、週刊誌である『AERA』や『週刊朝日』などから取材を多数受ける。ライブ活動は音楽イベントのみならず、伊勢丹、としまえん、茨城県鹿嶋市、静岡県清水市、北海道帯広市などの企業、行政とコラボした各種イベントにも多数出演。早稲田大学などの学園祭にも数多く出演した。年末、アマチュア時代の総決算としてMZA有明の大ホールにてワンマンライブを行う。
池田はこの時点で「すでにリモートはブレイクの段階に入った」と確信しており、様々なプロダクションからオファーが来ていたものの、知り合いを代理人とした結果交渉は全く進まず、1989年は特に進展がないまま過ぎることとなった。また、池田は「ロック喫茶remote」の経営実績が過大評価され、プロダクションから恐れられていた。さらに、remoteはアマチュアバンドでありながらライブ動員の多さや自主制作カセットの売上も好調であったために、金銭的に問題を抱えていなかったことも交渉を遅らせる原因となった。1990年に入ってから池田は自ら交渉を行うようになり、「いか天」のチーフ・ディレクターの仲介によってホリプロとの契約が成立。池田は契約に際して厳しい条件をプロダクション側に提示しており、これに難色を示すプロダクションが多かったことから交渉が難航していたが、ホリプロは条件をすべて受諾するという意向であった。しかしこの条件はあくまでホリプロの常務との間で取り交わされた口約束であり、ホリプロには伝達されていなかったことが後に判明する。その他に、ホリプロの常務からはベルリンでのレコーディングを提案され、マネージャーからもベルリンのスタジオを予約済みであると聞かされた上にパスポートも取得、海外レコーディング実現を信じていた池田は名古屋テレビ放送の番組内においても「海外レコーディングに、行きます」とコメントしていた。しかし原盤権を巡りホリプロとレコード会社との間での交渉が難航し、海外レコーディングの話は白紙となった。
同年7月25日にはワーナー・パイオニアからシングル「NO!」をリリースしremoteはメジャー・デビューを果たす。一度レコード会社との契約が白紙となったため、ホリプロの所属タレントである和田アキ子が在籍しているワーナー・パイオニアにバーターで契約が決定することとなった。デビューと同時にロックバンドとしては珍しいサンシャイン劇場にてリサイタルと銘打ちデビュー・ライブを開催。海外レコーディングが白紙化されたことに憤慨していた池田は、ライブに関する打ち合わせの席で「金にいとめは、つけません」と発言、バリライトの導入やステージ上に城や階段のセットを組み、バズーカでバラの花束を発射するなど池田のアイデアが実現され、満員であっても赤字となるところに多額の費用を費やした。また、練習スタジオも一流ミュージシャンが使用するような高価なレンタル代を要するスタジオを使用、ライブ時の2曲だけのために弦楽四重奏を導入し、ヴァイオリンだけでも1500万円の費用が発生した。結果として、5回の公演だけで赤字が1000万円を超える事態となり、激高した常務によってマネージャーが交替させられることとなった。デビューから1か月後の8月25日にはファースト・アルバム『remote ancestors』をリリース。予約済みであったベルリンのスタジオを土壇場でキャンセルしたことからスタジオ側から二度と仕事をしないと勧告され、結果としてレコーディングは急遽日本国内で行われたが、スケジュールが厳しく5か所のスタジオを転々とする形となった。11月18日には渋谷公会堂にて「リモート王朝・三位一体リサイタル」と題しワンマンライブを行う。その模様はライブ・ビデオ『リモート・アンセスターズ・リサイタル』として翌1991年2月28日にVHS、LDでリリースされた。同年、池田はみうらじゅんと人間椅子の和嶋慎治と共に音楽ユニット「SEAMONKEYS（シーモンキーズ）」を結成。和嶋不在の時は、愛川・HIROが代役を務めた。remoteの活動は順調に思えたが、池田はこの時直観で「リモートは2年で解散することになる」と考えていたという。

### 池田のタレント活動開始～解散
1991年1月4日放送のテレビ東京系テレビドラマ『三婆'91』にメンバー全員が出演し、唐沢寿明がバンドメンバーとして加わった演奏シーンが披露された。同年6月25日には2枚目のアルバム『TRUE COLOURS』をリリース。本来であれば同アルバムはスペインにてレコーディングを行う予定であったが、湾岸戦争の影響により実現しなかった。また、ファーストアルバムが想定外に売れなかった上にライブにおいて多額の赤字を抱えていたこともあり、2枚目のアルバムの予算が大幅に減少することとなった。その結果ほとんど宣伝されず、また出荷数がファーストアルバムの3分の1となりほとんどのレコード店の店頭には置かれない事態となった。
この時期にある放送作家の仲介により、ラジオ番組にて霊能師として著名であった宜保愛子と共演した池田は、同放送作家からの依頼によりフジテレビ系情報番組『おはよう!ナイスデイ』（1982年 - 1999年）にキャンセルとなった宜保の代役として出演。これが切っ掛けとなり同様の番組出演依頼が続くようになり、テレビ朝日系バラエティ番組『こだわりTV PRE★STAGE』（1988年 - 1992年）やテレビ朝日系ワイドショー『トゥナイト』（1980年 - 1994年）などに出演、数か月の間に心霊タレントと認知されるようになった結果、「心霊ミュージシャン」あるいは「ロック界の稲川淳二」などと呼称されるようになる。また、フジテレビ系テレビ番組『緊急スペシャル 超常現象をみた！』（1991年 - 1994年）に出演した際に自らイメージした内容が事実であったことから、池田は自らの霊能力を自覚し「霊能力もある心霊研究家」として活動していくこととなった。同年末には3枚目のアルバムのレコーディングが開始、レコード会社のディレクターはオーストラリアでのレコーディングを主張したが、ホリプロの常務から「リモートのイメージに、あわない」と一蹴され伊豆でのレコーディングに変更となった。ホリプロとの契約期間は3年であったものの、CDの売り上げが落ちていたために予算が削減されたことに池田は危機感を抱いており、メンバーに対し早めに契約解除になる可能性を警告するも理解を得られなかったと述べている。また、心霊関連の仕事が増加していた池田とメンバーとの仕事量のバランスが崩壊し始めていたとも述べている。同時期に池田はメンバーに対し、それぞれが活躍できる場を個人で持つべきであると主張したが、メンバーからは池田が出過ぎるためにメンバーには雑誌連載の依頼が来ないという件や、池田が心霊関連の仕事をしていることがバンド全体に悪影響を及ぼしているなどと反論される。これ以降、池田は自身のタレント活動についてメンバーには報告しないようになり、また同時期にホリプロから契約更新不可の通達が出されることとなった。池田はこの時点で他の事務所やレコード会社への移籍も検討したが、バンドの解散も視野に入れていたとも述べている。
1992年には日本初のエイズ撲滅イベントをオカモト協賛にて行う。公開エイズ検査を実施、マスコミ各社から取材が殺到。社会への問題提起をバンドが大手企業と手を組み行うことは当時ごく稀なことであった。同年2月25日には3枚目のアルバム『CYLINDER』をリリース。それに伴いアルバムを受けたコンサートツアーを開始したが、初日は演奏の出来やバンドのノリも悪く、最悪のライブであったと池田は述べている。その後のライブでは観客の反応も良く池田自身も満足のいく内容となったが、メンバーに最高のライブであったと伝えるも「いつもと変わらない」と返答されたことに疑問を持ち、メンバーがライブの完成度に無頓着であったことから解散を決意することになる。同年5月19日の渋谷エッグマンにおいて最終曲の終了後、池田はイアン・ギランがディープ・パープルを脱退する前の東京公演の最後に発した言葉に倣い、「SO LONG GOODBYE…」とMCを行った。公演終了後に池田はメンバーに解散の意思を告げると、メンバーからは「もう疲れたよ。しばらく休みたい」との返答が来たという。また、解散ライブの開催はメンバー全員が反対、池田としてもホールでライブを行った実績のあるバンドがライブハウスで解散ライブを行うことに納得がいかず実現しなかった。前述のライブが結果として最終公演となり、同年9月30日にremoteは解散することとなった。remoteは結成から5年8か月、メジャー・デビューから2年2か月で活動に幕を閉じる形となった。解散ライブが行われなかったことに関して、池田は当時の判断が間違っていたとした上で「どんな形でも、けじめはつけるべきだった」と述べたほか、「大いなる屈辱だった」とも述べており、後々まで後悔の念が残り続けたと述べている。

### 解散後
池田は作家および心霊研究家としても活動しており、remoteと池田貴族としての2重でホリプロに所属している状態であったが、remoteが解散した後には池田貴族個人として籍を残しタレント活動を継続することとなった。しかし1996年11月、池田は肝細胞癌であることを告白。以後闘病生活となった池田は、1999年4月21日にみうらじゅんプロデュースによるソロ・アルバム『MiYOU』およびマキシシングル「MiYOU」をリリース。同アルバムにはremoteメンバーも参加しており、収録曲「Your song」は愛川弘樹、「Hard luck singer」は天草史郎前崎が作曲を手掛けている。4月28日には赤坂BLITZにてみうらプロデュースによるライブイベント「貴族～本当に歌えるのか!?～」が開催され、remoteデビュー時のメンバーが再集結した。全員が当時の赤い衣装を身にまとい、「Never Be!」「Love Letter」「All Night? All Right!」の3曲が演奏された。正式な解散ライブを行っていなかったことに後悔の念があった池田は、この時のライブにてremoteに対してけじめがつけられたと述べている。しかし同年12月25日に池田は肝細胞癌のため名古屋市内の病院にて死去（享年36）。その後HIROは音楽活動から離れ、愛川・前崎・CHAPPY（前田忠男）はバンド、ソロ、サポート・ミュージシャン、プロデュースなどで音楽活動を継続していくこととなった。
2007年12月30日にはTBS系の特別番組『あの伝説の番組再び！"イカ天2007復活祭"名物バンド激レア映像今夜限りの大放出SP』が放送され、番組内にてremoteが特集される。2018年10月8日には「イカ天30周年記念スペシャル『にしあらイカ天』」と題したライブイベントが開催され、HIROがトークとカブキロックスの氏神一番のバックコーラスとして出演、19年ぶりに表舞台に顔を見せる形となった。2019年12月15日にはライブイベント「にしあらイカ天クリスマススペシャル」が開催され、ボーカルに氏神を迎えて「Never Be! 」、またRYU（ボーカル）、HIRO（ギター）、Taffee（ベース）、CHAPPY（ドラム）という新メンバー構成にて「All Night? All Right! 」の2曲を披露し1999年以来20年ぶりの再活動を果たした。12月29日には大久保水族館にて池田貴族没後20年企画の「Rock kiss-A remote★2019」を開催。アマチュア当時バンドメンバーで自ら原宿に立ち上げ話題となった「ロック喫茶」を再現。当時いか天のテレビ取材でも紹介された「フランソワーズremote」「貴族deフランス」の2種のドリンクも限定販売。当時を偲びremote新聞も配布された。第一部はロック喫茶を踏襲したライブ、第二部は当時のファンクラブ限定イベントを再現した「宴 -UTAGE-」としてHIROによるトーク&ミニライブの構成で行われた。RYU（ボーカル）、HIRO（ギター）、Taffee（ベース）、KYO（ドラム）という新メンバー構成での活動は同ライブで一旦終了となる。2020年8月25日に放送されたテレビ東京系バラエティ番組『最恐映像ノンストップ8』にて、番組内で「芸能界最恐の心霊写真収集家」と称された池田が所有していた心霊写真が取り上げられ、当時のremoteによる演奏シーンが放送された。番組中で流れた映像は「Misery Gigolo」「ACTRESS」の2曲であった。

## メンバー
- 池田貴族（いけだ きぞく、1963年5月8日 - 1999年12月25日）
ボーカル担当。アイドルの池田美夕は池田の一人娘である。
- HIRO（中博瑞）（なか ひろみず、3月4日 - ）
ギター担当。1999年のremote再結成ライブ以降音楽活動を離れる。メンタルトレーナー、マネジメント支援、人材育成、店舗業績アップのコンサルタントとして活動。2018年以降は音楽活動を再開し、数々のイベントに出演。デビュー30周年を期にremoteを復活させる。ライブ時のメンバー紹介では、タータンチェックの衣装を纏っていたことから「MrタータンチェックHIRO」と紹介されていた。
- 愛川弘樹（あいかわ ひろき、6月24日 - ）
ベース担当。The Beanzというバンドで活動、他にもバンドのサポート、作曲家としても活動（現在の名義は愛川ヒロキ）。ちなみに最初の楽曲提供はremote時代における千葉美加のシングル「フェイント勝ちね」（1990年）のカップリング曲「8ビートのエチュード」であり、この曲は元々remoteの曲だったものをアレンジしたと述べている。後にこの曲は「Believe3」（1990年）というタイトルでリモートのシングルとしてもリリースされる。
- 天草史郎前崎（前崎史郎）（まえざき しろう、11月6日 - ）
キーボード担当。シブがき隊のバックバンド「シブ楽器隊」の元メンバー。愛川と共にThe Beanzに参加。またLINDBERGの川添智久に誘われインストバンド「Zen-4」に参加。数多くのアーティストやタレント、CMや映画、舞台音楽などのレコーディングやライブの他、作編曲、プログラミング、オーケストレーション、時にはギターおよびベース、バックコーラス、楽譜本の執筆、ジャケット写真やミュージック・ビデオ出演など幅広く活動している。
- CHAPPY（前田忠男）（まえだ ただお、1月29日 - ）
ドラムス担当。『KABATA BAND』に在籍。写真家としても活動中で、池田のアルバム『MiYOU』のジャケット写真は前田が撮影している。

## ディスコグラフィー

### 自主制作カセットテープ
|     | タイトル   | 収録曲                                   |
| --- | ---------- | ---------------------------------------- |
| 1st | remote     | 1.ACTRESS 2.メリーゴーランドに乗るために |
| 2nd | remote II  | 1.Never Be! 2.Wendy                      |
| 3rd | remote III | 1.Love Letter 2.Love Letter (Inst.)      |

### シングル
|     | 発売日         | タイトル    | 収録曲                          | 規格品番  | 規格      | レーベル             |
| --- | -------------- | ----------- | ------------------------------- | --------- | --------- | -------------------- |
| 1st | 1990年7月25日  | No!         | 1.No! 2.Wendy                   | WPSL-4169 | 8センチCD | ワーナー・パイオニア |
| 2nd | 1990年11月28日 | Believe3    | 1.Believe3 2.Curtain Call       | WPDL-4192 | 8センチCD | ワーナー・パイオニア |
| 3rd | 1991年5月25日  | TRAFFIC JAM | 1.TRAFFIC JAM 2.OPEN THE WINDOW | WPDL-4233 | 8センチCD | ワーナー・パイオニア |
| 4th | 1991年11月28日 | Fairy       | 1.Fairy 2.Rush Hour             | WPDL-4273 | 8センチCD | ワーナー・パイオニア |
| 5th | 1992年2月25日  | Cylinder    | 1.Cylinder 2.Cylinder II        | WPDL-4282 | 8センチCD | ワーナー・パイオニア |

### アルバム
|     | 発売日        | タイトル         | 収録曲 | 規格品番                    | 規格  | レーベル             |
| --- | ------------- | ---------------- | --- | --------------------------- | ----- | -------------------- |
| 1st | 1990年8月25日 | remote ancestors | 1.Never Be! 2.Call me back 3.Wendy 4.Misery Gigolo 5.あの頃 teenage 6.No! 7.Because,I'm so hard 8.Love Letter 9.Dream Again 10.All Night? All Right! 11.Believe2（インストルメンタルヴァージョン） | WPCL-178 (CD) WPTL-178 (CT) | CD CT | ワーナー・パイオニア |
| 2nd | 1991年6月25日 | TRUE COLOURS     | 1.RUSH HOUR 2.TRAFFIC JAM 3.24 4.EVERYBODY 5.TOO GOOD FOR ME 6.HOLY VOICE 7.OPEN THE WINDOW 8.TOSCA 9.DESPAIR 10.GOOD MORNING                                                                      | WPCL-263                    | CD    | ワーナー・パイオニア |
| 3rd | 1992年3月25日 | CYLINDER         | 1.All Love Is Not Forever 2.Cylinder 3.Sister 4.Fairy 5.My Pleasure 6.(I've always been) Alone 7.Top Secret 8.Cylinder II 9.Powder 10.Vibration 11.月食 (Eclipse of the moon)                      | WPCL-637                    | CD    | ワーナー・パイオニア |

### 映像作品
|     | 発売日        | タイトル                                    | 収録曲 | 規格品番                      | 規格   | レーベル             |
| --- | ------------- | ------------------------------------------- | --- | ----------------------------- | ------ | -------------------- |
| 1st | 1991年2月28日 | アンセスターズ・リサイタル 渋谷公会堂ライブ | Opening Title「新世代への啓示」イ短調（組曲 作品「島原の乱」より） 1.Never Be! 2.Call me back 3.Misery Gigolo 4.Because, I'm so hard 5.Curtain Call 6.Wendy 7.Believe3 8.NO! 9.Dream Again 10.FACT! 11.All Night? All Right! Ending Title「暮惑うある秋の休日」ヘ長調（ピアノ・ソナタ第1番 作品6「まどろみ」より） | WPVL-8075(VHS) WPLL-8075 (LD) | VHS LD | ワーナー・パイオニア |

### 参加作品
| 発売日        | タイトル            | 規格品番 | 曲順 | 楽曲     |
| ------------- | ------------------- | -------- | ---- | -------- |
| 1998年6月21日 | いか天 ザ・50 Vol.3 | APCA-225 | M.8  | Never Be |

## タイアップ一覧
| 年     | 曲名         | タイアップ                                                               | 出典   |
| ------ | ------------ | ------------------------------------------------------------------------ | ------ |
| 1990年 | Believe3     | テレビ東京系バラエティ番組『チューンナップ少年団』エンディング・テーマ   | [ 74 ] |
| 1990年 | Curtain Call | 日本テレビ系バラエティ番組『丹波・山瀬のパニックTV』エンディング・テーマ |        |